# Seznam vlád Československa
Tento článek zobrazuje chronologický přehled premiérů a vlád na území Československa.

## Období První republiky (1918–1938)
V tomto dvacetiletím údobí se konaly čtyři volby, vystřídalo se deset premiérů a devatenáct vlád.

### První republika (Česko-Slovensko) (1918)
- Předseda vlády Tomáš Garrigue Masaryk
  - Prozatímní česko-slovenská vláda (14. 10. 1918 – 14. 11. 1918)
vyhlášena v Paříži 14. října 1918 Benešem a Rašínem jménem Česko-slovenské národní rady

Revoluční národní shromáždění 14. listopadu 1918.
- Předseda vlády Karel Kramář
  - vláda Karla Kramáře (14. 11. 1918 – 8. 7. 1919), Všenárodní koalice

- Předseda vlády Vlastimil Tusar
  - První vláda Vlastimila Tusara (8. 7. 1919 – 25. 5. 1920)
jmenování vlády 8. července 1919, Rudo-zelená koalice

### První republika (Československá republika) (1920–1938)
volby 18. dubna 1920 (kromě území Podkarpatské Rusi, Hlučínska a Ratibořska; poprvé volily ženy)
- Předseda vlády Vlastimil Tusar
  - Druhá vláda Vlastimila Tusara (25. 5. 1920 – 15. 9. 1920)
jmenování vlády 25. května 1920
demise 14. září 1920, Rudo-zelená koalice

- Předseda vlády | Jan Černý (I)
  - První vláda Jana Černého (15. 9. 1920 – 26. 9. 1921)
jmenování úřednické vlády 15. září 1920, úřednická vláda

- Předseda vlády Edvard Beneš
  - vláda Edvarda Beneše (26. 9. 1921 – 7. 10. 1922)
jmenování vlády 26. září 1921, Všenárodní koalice

- Předseda vlády Antonín Švehla (I)
  - První vláda Antonína Švehly (7. 10. 1922 – 9. 12. 1925)
jmenování vlády 10. října 1922
 demise 15. listopadu 1925, Všenárodní koalice

volby 15. listopadu 1925
- Předseda vlády Antonín Švehla (II)
  - Druhá vláda Antonína Švehly (9. 12. 1925 – 18. 3. 1926)
jmenování vlády 9. prosince 1925, Všenárodní koalice

- Předseda vlády | Jan Černý (II)
  - Druhá vláda Jana Černého (18. 3. 1926 – 12. 10. 1926)
jmenování úřednické vlády 18. března 1926, úřednická vláda

- Předseda vlády Antonín Švehla (III)
  - Třetí vláda Antonína Švehly (12. 10. 1926 – 1. 2. 1929)
jmenování vlády 12. října 1926, Panská koalice

- Předseda vlády František Udržal
  - První vláda Františka Udržala (1. 2. 1929 – 7. 12. 1929)
jmenování vlády 1. února 1929, Panská koalice
demise 27. října 1929

volby 27. října 1929
- Předseda vlády František Udržal
  - Druhá vláda Františka Udržala (7. 12. 1929 – 29. 10. 1932)
jmenování vlády 7. prosince 1929, 
demise 24. října 1932, Široká koalice

- Předseda vlády Jan Malypetr
  - První vláda Jana Malypetra (29. 10. 1932 – 14. 2. 1934)
jmenování vlády 29. října 1932, Široká koalice
  - Druhá vláda Jana Malypetra (14. 2. 1934 – 4. 6. 1935)
jmenování vlády 14. února 1934, Široká koalice
demise 28. května 1935

volby 19. května 1935
- Předseda vlády Jan Malypetr
  - Třetí vláda Jana Malypetra (4. 6. 1935 – 5. 11. 1935)
jmenování vlády 4. června 1935, Široká koalice

- Předseda vlády Milan Hodža
  - První vláda Milana Hodži (5. 11. 1935 – 18. 12. 1935)
jmenování vlády 5. listopadu 1935, Široká koalice
  - Druhá vláda Milana Hodži (18. 12. 1935 – 21. 7. 1937)
jmenování vlády 18. prosince 1935
demise 17. července 1937, Široká koalice
  - Třetí vláda Milana Hodži (21. 7. 1937 – 22. 9. 1938)
jmenování vlády 21. července 1938, Široká koalice

- Předseda vlády Jan Syrový
  - První vláda Jana Syrového (22. 9. 1938 – 4. 10. 1938)
jmenování úřednické vlády 22. září 1938, tzv. vláda obrany republiky, úřednická vláda

## Období po Mnichovské dohodě a za druhé světové války

### Druhá republika (1938–1939)
V těchto šesti a půl letech se v českých zemích (po Mnichovské dohodě bez Sudet) vystřídalo pět premiérů a šest vlád, na Slovensku (od první vídeňské arbitráže bez odstoupených území) také pět premiérů a šest vlád, na necelých pět měsíců autonomním a na pár dní samostatném Podkarpatsku dva premiéři a pět vlád. Zároveň byly vytvořeny dvě exilové vlády.

#### Česko-Slovensko (ústřední vláda)
- Předseda vlády Jan Syrový
  - Druhá vláda Jana Syrového (4. 10. 1938 – 1. 12. 1938)
jmenování vlády 4. října 1938

- Předseda vlády Rudolf Beran
  - První vláda Rudolfa Berana (1. 12. 1938 – 15. 3. 1939)
jmenování vlády 1. prosince 1938

#### Slovensko
- Předseda vlády Jozef Tiso
  - První vláda Jozefa Tisa (6./7. 10. 1938 – 1. 12. 1938)
  - Druhá vláda Jozefa Tisa (1. 12. 1938 – 20. 1. 1939)
  - Třetí vláda Jozefa Tisa (20. 1. 1939 – 9. 3. 1939)

- Předseda vlády Jozef Sivák
  - Vláda Jozefa Siváka (9. 3. 1939 – 11. 3. 1939)

- Předseda vlády Karol Sidor
  - Vláda Karola Sidora (11. 3. 1939 – 14. 3. 1939)

#### Autonomní Podkarpatská Rus
- Předseda vlády Andrej Bródy
  - Vláda Andreje Bródyho (11. – 26. 10. 1938)
jmenována po udělení autonomie čs. vládou, rozpuštěna jako „promaďarská“

- Předseda vlády Augustin Vološin
  - První vláda Augustina Vološina (26. 10. – 1. 12. 1938)
  - Druhá vláda Augustina Vološina (1. 12. 1938 – 6. 3. 1939)
  - Třetí vláda Augustina Vološina (6. – 15. 3. 1939)

### Druhá světová válka (1939–1945)

#### Protektorát Čechy a Morava (1939–1945)
- Předseda vlády Rudolf Beran
  - Druhá vláda Rudolfa Berana (16. 3. 1939 – 27. 4. 1939)
jmenování vlády 16. března 1939

- Předseda vlády Alois Eliáš
  - Vláda Aloise Eliáše (27. 4. 1939 – 19. 1. 1942)
jmenování vlády 24. dubna 1939

- Předseda vlády Jaroslav Krejčí
  - Vláda Jaroslava Krejčího (19. 1. 1942 – 19. 1. 1945)
jmenování vlády 19. ledna 1942

- Předseda vlády Richard Bienert
  - Vláda Richarda Bienerta (19. 1. 1945 – 5. 5. 1945)
jmenování vlády 19. ledna 1945

#### První slovenská republika (1939–1945)
- Předseda vlády Jozef Tiso
  - Čtvrtá vláda Jozefa Tisa (14. 3. 1939 – 17. 10. 1939)

- Předseda vlády Vojtech Tuka
  - Vláda Vojtecha Tuky (27. 10. 1939 – 5. 9. 1944)

- Předseda vlády Štefan Tiso
  - Vláda Štefana Tisa (5. 9. 1944 – 4. 4. 1945)

#### Republika Karpatská Ukrajina (1939)
- Předseda vlády Július Révay
  - Vláda Júlia Révaye (15. – 18. 3. 1939)
ustanovena po vyhlášení samostatnosti

### Exilové vlády

#### Paříž, Londýn
Československý národní výbor založen 17. listopadu 1939 v Paříži
Prozatímní státní zřízení ČSR, londýnská exilová vláda, ustanovena Československým národním výborem 9. července 1940
- Předseda londýnské exilové vlády Jan Šrámek
  - První exilová vláda Jana Šrámka (21. 7. 1940 – 12. 11. 1942)
  - Druhá exilová vláda Jana Šrámka (12. 11. 1942 – 5. 4. 1945)

#### Moskva
Národní fronta Čechů a Slováků založena v březnu 1945 v Moskvě, 4. dubna vyhlášena za československou (prozatímní) vládu, 5. dubna 1945 Košický vládní program
- Předseda Národní fronty Čechů a Slováků (vlády) Zdeněk Fierlinger
  - První vláda Zdeňka Fierlingera (4./5. 4. 1945 – 6. 11. 1945)

## Období od konce války do rozpadu státu
V tomto období se vystřídalo deset premiérů a dvacet dva vlád. Vláda však byla jedním z vykonavatelských orgánů rozhodnutí KSČ, podobně jako předseda vlády byl „podřízeným“ jejího prvního, později generálního tajemníka.

### poválečné Československo
- Předseda Národní fronty Čechů a Slováků (vlády) Zdeněk Fierlinger
  - Druhá vláda Zdeňka Fierlingera (6. 11. 1945 – 2. 7. 1946)
jmenována 6. listopadu 1945

Volby do Československého ústavodárného shromáždění (26. květen 1946)
- Předseda vlády Klement Gottwald
  - První vláda Klementa Gottwalda (2. 7. 1946 – 25. 2. 1948)
jmenována 2. července 1946
demise nekomunistických členů 20. února 1948 (až na Jana Masaryka)

### Únor 1948
- Předseda vlády Klement Gottwald
  - Druhá vláda Klementa Gottwalda (25. 2. 1948 – 15. 6. 1948)

Volby do Národního shromáždění 1948
- Předseda vlády Antonín Zápotocký (od roku 1953 Viliam Široký)
  - Vláda Antonína Zápotockého a Viliama Širokého (15. 6. 1948 – 12. 12. 1954)

Volby do Národního shromáždění 1954
- Předseda vlády Viliam Široký
  - Druhá vláda Viliama Širokého (12. 12. 1954 – 11. 7. 1960)

### ČSSR
Volby do Národního shromáždění 1960
- Předseda vlády Viliam Široký
  - Třetí vláda Viliama Širokého (11. 7. 1960 – 20. 9. 1963)

Volby do Národního shromáždění 1964
- Předseda vlády Jozef Lenárt
  - Vláda Jozefa Lenárta (20. 9. 1963 – 8. 4. 1968)

#### Pražské jaro
Volby do Národního shromáždění 1968 (plánované a poté odložené)
- Předseda vlády Oldřich Černík
  - První vláda Oldřicha Černíka (8. 4. 1968 – 31. 12. 1968)
  - Druhá vláda Oldřicha Černíka (1. 1. 1969 – 27. 9. 1969)

#### Normalizace
- Předseda vlády Oldřich Černík a Lubomír Štrougal
  - Vláda Oldřicha Černíka a Lubomíra Štrougala (27. 9. 1969 – 9. 12. 1971)

Volby do Sněmovny lidu Federálního shromáždění 1971, (Volby do České národní rady 1971, Volby do Slovenské národní rady 1971)
- Předseda vlády Lubomír Štrougal
  - Druhá vláda Lubomíra Štrougala (9. 12. 1971 – 11. 11. 1976)

Volby do Sněmovny lidu Federálního shromáždění 1976, (Volby do České národní rady 1976, Volby do Slovenské národní rady 1976)
- Předseda vlády Lubomír Štrougal
  - Třetí vláda Lubomíra Štrougala (11. 11. 1976 – 17. 6. 1981)

Volby do Sněmovny lidu Federálního shromáždění 1981, (Volby do České národní rady 1981, Volby do Slovenské národní rady 1981)
- Předseda vlády Lubomír Štrougal
  - Čtvrtá vláda Lubomíra Štrougala (17. 6. 1981 – 16. 6. 1986)

Volby do Sněmovny lidu Federálního shromáždění 1986, (Volby do České národní rady 1986, Volby do Slovenské národní rady 1986)
- Předseda vlády Lubomír Štrougal
  - Pátá vláda Lubomíra Štrougala (16. 6. 1986 – 20. 4. 1988)
  - Šestá vláda Lubomíra Štrougala (21. 4. 1988 – 11. 10. 1988), rezignace 10. října 1988

- Předseda vlády Ladislav Adamec, demise 7. 12. 1989
- Marián Čalfa pověřen řízením vlády 7. 12. 1989
  - Vláda Ladislava Adamce (12. 10. 1988 – 10. 12. 1989)

Volby do Sněmovny lidu Federálního shromáždění 1990, (Volby do České národní rady 1990, Volby do Slovenské národní rady 1990)

### ČSFR
- Předseda vlády Marián Čalfa
  - První vláda Mariána Čalfy (10. 12. 1989 – 27. 6. 1990), tzv. vláda národního porozumění
  - Druhá vláda Mariána Čalfy (27. 6. 1990 – 2. 7. 1992), tzv. národní oběti
demise 26. června 1992

Volby do Sněmovny lidu Federálního shromáždění 1992, (Volby do České národní rady 1992, Volby do Slovenské národní rady 1992)
- Předseda vlády Jan Stráský
  - Vláda Jana Stráského (2. 7. 1992 – 31. 12. 1992)

pokračování v Česku: Seznam vlád Česka
pokračování na Slovensku: Seznam vlád Slovenska